# Campionati europei di pugilato dilettanti
I campionati europei di pugilato dilettanti sono organizzati dalla EABA (European Amateur Boxing Association) e, dal 2008, dalla EUBC (European Boxing Confederation).
La prima edizione, riservata agli uomini, venne disputata a Stoccolma nel 1925 e prevedeva otto categorie, nel 2003 è stata soppressa quella dei pesi superwelter, per pugili con peso inferiore a 71 kg. I primi campionati femminili sono stati organizzati nel 2001 a Saint-Amand-les-Eaux.

## Edizioni

### Maschili
| Anno | No.     | Sede          | Date                 |
| ---- | ------- | ------------- | -------------------- |
| 1925 | I       | Stoccolma     | 5 - 7 maggio         |
| 1927 | II      | Berlino       | 16 - 30 maggio       |
| 1930 | III     | Budapest      | 3 - 8 giugno         |
| 1934 | IV      | Budapest      | 11 - 15 aprile       |
| 1937 | V       | Milano        | 5 - 9 maggio         |
| 1939 | VI      | Dublino       | 18 - 22 aprile       |
| 1942 | --      | Breslavia     | 20 - 25 gennaio      |
| 1947 | VII     | Dublino       | 12 - 17 maggio       |
| 1949 | VIII    | Oslo          | 13 - 18 giugno       |
| 1951 | IX      | Milano        | 14 - 19 maggio       |
| 1953 | X       | Varsavia      | 18 - 24 maggio       |
| 1955 | XI      | Berlino Ovest | 27 - 5 giugno        |
| 1957 | XII     | Praga         | 25 maggio - 2 giugno |
| 1959 | XIII    | Lucerna       | 24 - 31 maggio       |
| 1961 | XIV     | Belgrado      | 3 - 10 giugno        |
| 1963 | XV      | Mosca         | 26 - 2 giugno        |
| 1965 | XVI     | Berlino Est   | 21 - 29 maggio       |
| 1967 | XVII    | Roma          | 25 maggio - 2 giugno |
| 1969 | XVIII   | Bucarest      | 31 maggio - 8 giugno |
| 1971 | XIX     | Madrid        | 11 - 19 giugno       |
| 1973 | XX      | Belgrado      | 1º - 9 giugno        |
| 1975 | XXI     | Katowice      | 1º - 9 giugno        |
| 1977 | XXII    | Halle         | 28 maggio - 5 giugno |
| 1979 | XXIII   | Colonia       | 5 - 12 maggio        |
| 1981 | XXIV    | Tampere       | 2 - 10 maggio        |
| 1983 | XXV     | Varna         | 7 - 15 maggio        |
| 1985 | XXVI    | Budapest      | 25 maggio - 2 giugno |
| 1987 | XXVII   | Torino        | 30 maggio - 7 giugno |
| 1989 | XXVIII  | Atene         | 29 maggio - 3 giugno |
| 1991 | XXIX    | Göteborg      | 7 - 12 maggio        |
| 1993 | XXX     | Bursa         | 6 - 12 settembre     |
| 1996 | XXXI    | Vejle         | 30 marzo - 7 aprile  |
| 1998 | XXXII   | Minsk         | 17 - 24 maggio       |
| 2000 | XXXIII  | Tampere       | 13 - 21 maggio       |
| 2002 | XXXIV   | Perm'         | 12 - 21 luglio       |
| 2004 | XXXV    | Pola          | 19 - 29 febbraio     |
| 2006 | XXXVI   | Plovdiv       | 13 - 23 luglio       |
| 2008 | XXXVII  | Liverpool     | 5 - 15 novembre      |
| 2010 | XXXVIII | Mosca         | 4 - 13 giugno        |
| 2011 | XXXIX   | Ankara        | 17 - 24 giugno       |
| 2013 | XL      | Minsk         | 1º - 8 giugno        |
| 2015 | XLI     | Samokov       | 7 - 15 agosto        |
| 2017 | XLII    | Charkiv       | 16 - 24 giugno       |
| 2019 | XLIII   | Minsk         | 21 - 30 giugno       |
| 2022 | XLIV    | Erevan        | 23 - 30 maggio       |

### Femminili
| Anno | No.  | Sede                 | Date                 |
| ---- | ---- | -------------------- | -------------------- |
| 2001 | I    | Saint-Amand-les-Eaux | 10 - 14 aprile       |
| 2003 | II   | Pécs                 | 11 - 17 maggio       |
| 2004 | III  | Riccione             | 3 - 10 ottobre       |
| 2005 | IV   | Tønsberg             | 8 - 15 maggio        |
| 2006 | V    | Varsavia             | 3 - 10 settembre     |
| 2007 | VI   | Vejle                | 15 - 20 ottobre      |
| 2009 | VII  | Mykolaïv             | 15 - 20 settembre    |
| 2011 | VIII | Rotterdam            | 16 - 23 ottobre      |
| 2014 | IX   | Bucarest             | 31 maggio - 7 giugno |
| 2016 | X    | Sofia                | 14 - 24 novembre     |
| 2018 | XI   | Sofia                | 4 - 13 giugno        |
| 2019 | XII  | Alcobendas           | 24 - 31 agosto       |
| 2022 | XIII | Budua                | 14 - 22 ottobre      |

## Lista dei plurititolati
Nella lista di seguito, aggiornata al luglio 2022, sono riportati i pugili che hanno ottenuto almeno 3 ori ai campionati europei di pugilato. La classifica è ordinata per il maggior numero di ori, a parità di ori l'ordinamento prosegue secondo i metalli successivi.
| Pos. | Pugile                 | Nazione          | Sesso | Categoria          | Edizioni                                                                   | Oro | Argento | Bronzo | Totale |
| ---- | ---------------------- | ---------------- | ----- | ------------------ | -------------------------------------------------------------------------- | --- | ------- | ------ | ------ |
| 1    | Irina Sineckaja        | Russia           | F     | Pesi welter        | Saint-Amand-les-Eaux 2001 Pécs 2003 Riccione 2004 Tønsberg 2005            | 5   | 1       | 0      | 6      |
| 1    | Irina Sineckaja        | Russia           | F     | Pesi medi          | Mykolaïv 2009                                                              | 5   | 1       | 0      | 6      |
| 1    | Irina Sineckaja        | Russia           | F     | Pesi massimi       | Rotterdam 2011                                                             | 5   | 1       | 0      | 6      |
| 2    | Katie Taylor           | Irlanda          | F     | Pesi leggeri       | Tønsberg 2005 Varsavia 2006 Vejle 2007 Mykolaïv 2009 Rotterdam 2011        | 5   | 0       | 0      | 5      |
| 3    | Ivailo Marinov         | Bulgaria         | M     | Pesi mosca leggeri | Tampere 1981 Varna 1983 Budapest 1985 Atene 1989 Göteborg 1991             | 4   | 1       | 0      | 5      |
| 4    | Zbigniew Pietrzykowski | Polonia          | M     | Pesi superwelter   | Varsavia 1953 Berlino Ovest 1955                                           | 4   | 0       | 1      | 5      |
| 4    | Zbigniew Pietrzykowski | Polonia          | M     | Pesi medi          | Praga 1957                                                                 | 4   | 0       | 1      | 5      |
| 4    | Zbigniew Pietrzykowski | Polonia          | M     | Pesi mediomassimi  | Lucerna 1959 Mosca 1963                                                    | 4   | 0       | 1      | 5      |
| 5    | Maria Kovács           | Ungheria         | F     | Pesi massimi       | Pécs 2003 Riccione 2004 Tønsberg 2005 Varsavia 2006 Vejle 2007             | 3   | 2       | 1      | 6      |
| 5    | Maria Kovács           | Ungheria         | F     | Pesi mediomassimi  | Mykolaïv 2009                                                              | 3   | 2       | 1      | 6      |
| 6    | Anna Laurell           | Svezia           | F     | Pesi medi          | Saint-Amand-les-Eaux 2001 Pécs 2003 Riccione 2004 Varsavia 2006 Vejle 2007 | 3   | 1       | 1      | 5      |
| 7    | Andrej Abramov         | Unione Sovietica | M     | Pesi massimi       | Praga 1957 Lucerna 1959 Belgrado 1961 Mosca 1963                           | 3   | 1       | 0      | 4      |
| 7    | Oleg Grigor'ev         | Unione Sovietica | M     | Pesi gallo         | Praga 1957 Lucerna 1959 Mosca 1963 Berlino Est 1965                        | 3   | 1       | 0      | 4      |
| 7    | Danas Pozniakas        | Unione Sovietica | M     | Pesi mediomassimi  | Mosca 1963 Berlino Est 1965 Roma 1967 Bucarest 1969                        | 3   | 1       | 0      | 4      |
| 7    | Serafim Todorov        | Bulgaria         | M     | Pesi gallo         | Atene 1989 Göteborg 1991                                                   | 3   | 1       | 0      | 4      |
| 7    | Serafim Todorov        | Bulgaria         | M     | Pesi piuma         | Bursa 1993 Vejle 1996                                                      | 3   | 1       | 0      | 4      |
| 7    | Ramaz Paliani          | Georgia          | M     | Pesi piuma         | Bursa 1993                                                                 | 3   | 1       | 0      | 4      |
| 7    | Ramaz Paliani          | Russia           | M     | Pesi piuma         | Vejle 1996                                                                 | 3   | 1       | 0      | 4      |
| 7    | Ramaz Paliani          | Turchia          | M     | Pesi piuma         | Minsk 1998 Tampere 2000                                                    | 3   | 1       | 0      | 4      |
| 7    | Sergej Kazakov         | Russia           | M     | Pesi mosca leggeri | Minsk 1998 Tampere 2000 Perm 2002 Pola 2004                                | 3   | 1       | 0      | 4      |
| 7    | Georgij Balakšin       | Russia           | M     | Pesi mosca         | Perm 2002 Pola 2004 Plovdiv 2006 Ankara 2011                               | 3   | 1       | 0      | 4      |
| 14   | Vladimir Engibarjan    | Unione Sovietica | M     | Pesi leggeri       | Varsavia 1953                                                              | 3   | 0       | 1      | 4      |
| 14   | Vladimir Engibarjan    | Unione Sovietica | M     | Pesi superleggeri  | Berlino Ovest 1955 Praga 1957 Lucerna 1959                                 | 3   | 0       | 1      | 4      |
| 14   | Viktor Rybakov         | Unione Sovietica | M     | Pesi gallo         | Katowice 1975                                                              | 3   | 0       | 1      | 4      |
| 14   | Viktor Rybakov         | Unione Sovietica | M     | Pesi piuma         | Halle 1977 Colonia 1979                                                    | 3   | 0       | 1      | 4      |
| 14   | Viktor Rybakov         | Unione Sovietica | M     | Pesi leggeri       | Tampere 1981                                                               | 3   | 0       | 1      | 4      |
| 14   | Henry Maske            | Germania Est     | M     | Pesi medi          | Varna 1983 Budapest 1985 Torino 1987 Atene 1989                            | 3   | 0       | 1      | 4      |
| 14   | Arnold Vanderlyde      | Paesi Bassi      | M     | Pesi massimi       | Budapest 1985 Torino 1987 Atene 1989 Göteborg 1991                         | 3   | 0       | 1      | 4      |
| 18   | Ričardas Tamulis       | Unione Sovietica | M     | Pesi welter        | Belgrado 1961 Mosca 1963 Berlino Est 1965                                  | 3   | 0       | 0      | 3      |
| 18   | Aleksandr Yagubkin     | Unione Sovietica | M     | Pesi massimi       | Tampere 1981 Varna 1983 Budapest 1985                                      | 3   | 0       | 0      | 3      |
| 18   | Vassiliy Chizhov       | Unione Sovietica | M     | Pesi superleggeri  | Tampere 1981 Varna 1983                                                    | 3   | 0       | 0      | 3      |
| 18   | Vassiliy Chizhov       | Unione Sovietica | M     | Pesi welter        | Torino 1987                                                                | 3   | 0       | 0      | 3      |
| 18   | Aleksej Lezin          | Russia           | M     | Pesi supermassimi  | Vejle 1996 Minsk 1998 Tampere 2000                                         | 3   | 0       | 0      | 3      |
| 18   | Aleksandr Maletin      | Russia           | M     | Pesi leggeri       | Tampere 2000 Perm 2002                                                     | 3   | 0       | 0      | 3      |
| 18   | Aleksandr Maletin      | Russia           | M     | Pesi superleggeri  | Pola 2004                                                                  | 3   | 0       | 0      | 3      |
| 18   | Olga Slavinskaya       | Russia           | F     | Pesi superwelter   | Saint-Amand-les-Eaux 2001 Riccione 2004 Varsavia 2006                      | 3   | 0       | 0      | 3      |
| 18   | Simona Galassi         | Italia           | F     | Pesi mosca         | Pécs 2003 Riccione 2004 Tønsberg 2005                                      | 3   | 0       | 0      | 3      |